# Altenberg (Syrgenstein)
Altenberg ist ein Gemeindeteil von Syrgenstein im Landkreis Dillingen an der Donau in Bayern. 

## Geographie
Das Pfarrdorf ist das höchstgelegene und am dichtesten besiedelte Dorf des Landkreises. 

## Geschichte

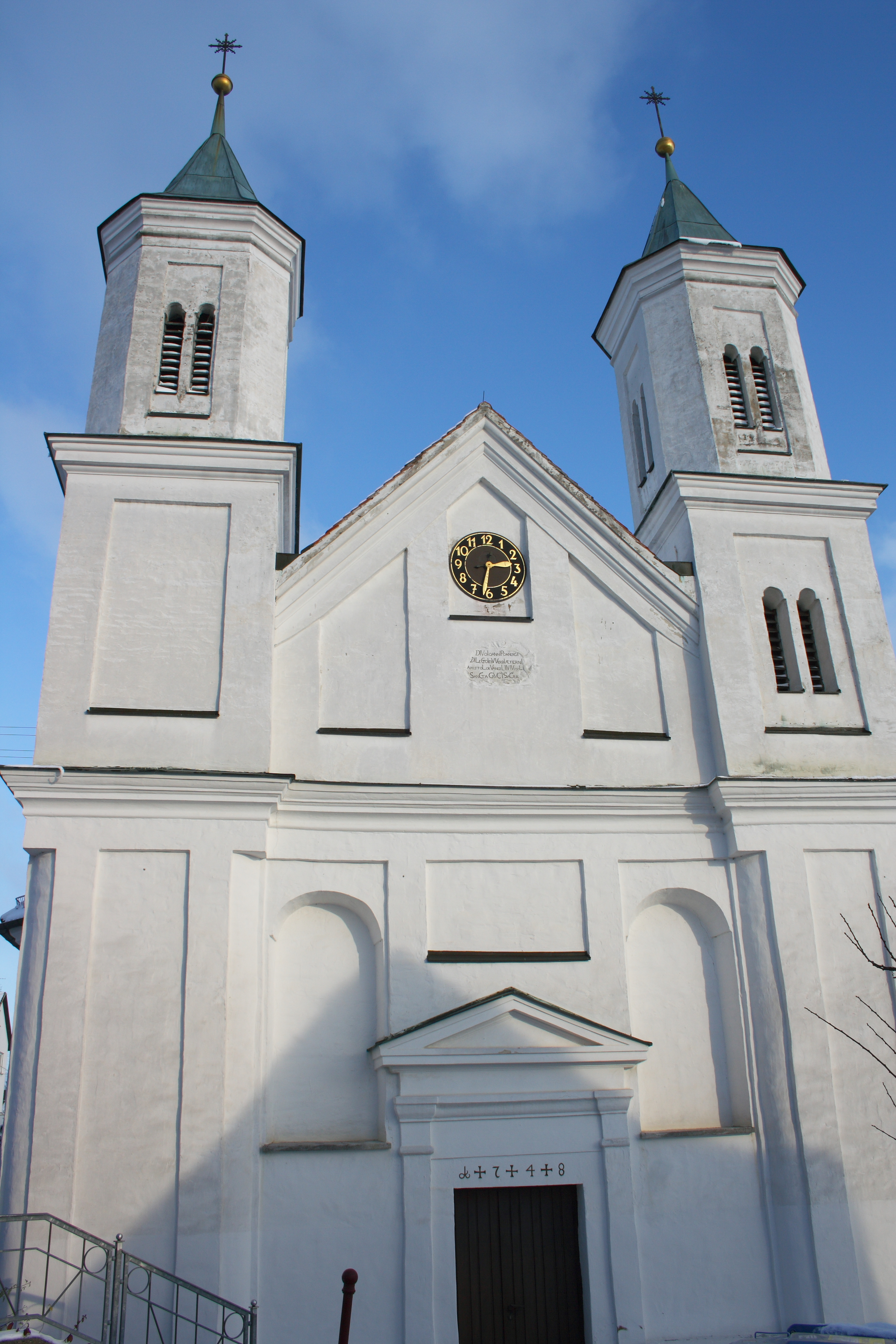
Kirche St. Johannes Evangelist

Altenberg wurde 1374 erstmals urkundlich genannt. Der Ort kam bei der Teilung des Herzogtums Bayern 1505 zum damals gegründeten Fürstentum Pfalz-Neuburg.
Im Jahr 1970 schlossen sich die damaligen Gemeinden Ballhausen und Altenberg zur neuen Gemeinde Altenberg zusammen, im folgenden Jahr wurde der Name der Gemeinde zu Syrgenstein geändert.

## Baudenkmäler
Siehe auch: Liste der Baudenkmäler in Altenberg
- Pfarrkirche St. Johannes Evangelist
- Schloss Altenberg

## Bodendenkmäler
Siehe: Liste der Bodendenkmäler in Syrgenstein